# Churuya
El churuya, també coneguda com a bisanigua i guaigua, és una llengua extingida del grup de llengües guajibanes que es parlava a les localitats d'El Piñal, Río Güejar, Vista Hermosa i Meta, al departament de Meta (Colòmbia).